# サンリ県
サンリ県（サンリけん）は中華人民共和国チベット自治区山南市の県の一つ。県名はチベット語で「銅山」を意味する。県政府所在地はサンリ鎮（桑日鎮）。

## 行政区画

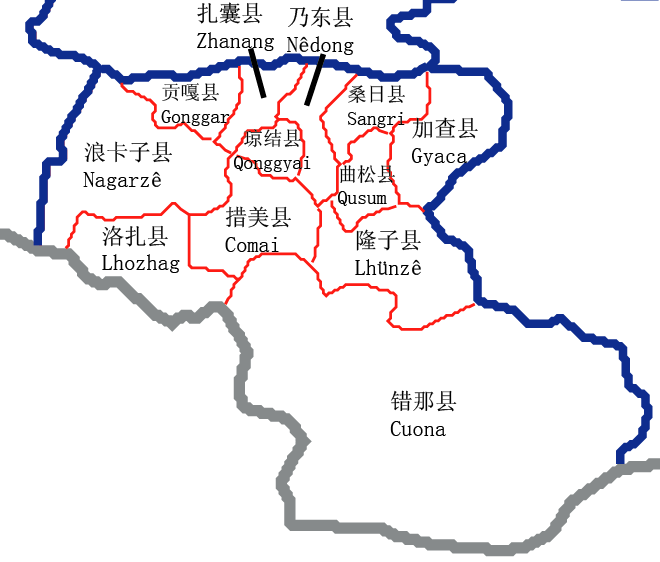
山南地区の行政区画

1鎮、3郷を管轄：
- 鎮：サンリ鎮（桑日鎮）
- 郷：増期郷、白堆郷、絨郷

## 交通

### 鉄道
- 中国国家鉄路集団
  - ラサ・ニンティ鉄道